# Cláudio Caçapa
Cláudio Roberto da Silva (Lavras, 29 mei 1976), voetbalnaam Cláudio Caçapa of kortweg Caçapa, is een Braziliaans voetbalcoach en voormalig voetballer.

## Spelerscarrière
Caçapa brak in eigen land door bij CA Mineiro. In 2001 verhuisde hij naar Olympique Lyon, eerst op huurbasis en vervolgens definitief. Met deze club werd hij zes keer op rij landskampioen. Daarnaas won hij met de club ook de Coupe de la Ligue (2000/01) en viermaal de Trophée des Champions.
In 2007 maakte hij de overstap naar Newcastle United, waarmee hij twee seizoenen in de Premier League speelde. Na een passage in eigen land bij Cruzeiro EC haalde de Franse tweedeklasser Thonon Évian Grand Genève FC hem in januari 2011 terug naar Frankrijk. Met deze club dwong hij een historische promotie naar de Ligue 1 af. Caçapa sloot zijn carrière in eigen land af bij Avaí FC.
Caçapa kwam tussen 2000 en 2001 driemaal uit voor Brazilië. Twee van zijn drie interlands werkte hij af op de FIFA Confederations Cup 2001, waar Brazilië vierde eindigde.

## Trainerscarrière

### Brazilië –15
In november 2013 werd Caçapa aangesteld als bondscoach van Brazilië -15. Die functie oefende hij uit tot februari 2015. De voormalige international werkte bij de nationale U15 samen met onder andere Vinícius Júnior.

### Olympique Lyon
Van januari 2016 tot juni 2023 was hij assistent-trainer bij Olympique Lyon, waar hij diende onder trainers Bruno Génésio, Sylvinho, Rudi Garcia, Peter Bosz en Laurent Blanc. Caçapa debuteerde in zijn eerste halve seizoen als assistent-trainer met een tweede plaats in de Ligue 1. Hij raakte met Lyon ook twee keer in de halve finale van een Europees toernooi: onder Génésio sneuvelde Lyon in de halve finale van de Europa League, drie seizoenen later botste Lyon in de Champions League op de latere eindwinnaar Bayern München.

### Botafogo FR (interim)
In juli 2023 ging hij depanneren bij Botafogo FR, de Braziliaanse zusterclub van Lyon die net Luís Castro naar Al-Nassr had zien vertrekken. Caçapa won alle vier zijn wedstrijden als interim-trainer, telkens met 2-0 of 0-2.

### RWDM
Op 25 juli 2023 werd Caçapa de nieuwe trainer van de Belgische eersteklasser RWDM, een zusterclub van Botafogo en Lyon. Caçapa nam over van Vincent Euvrard, die vijf dagen voor de seizoensstart van RWDM werd ontslagen. Caçapa startte op 29 juli 2023 met een 0-4-nederlaag tegen vicekampioen KRC Genk. Daarna boekte RWDM een knappe 11 op 18, wat de promovendus meteen een stevige bonus opleverde ten opzichte van slechte starters als KV Kortrijk en KVC Westerlo. Vanaf oktober 2023 staken evenwel verschillende problemen de kop op: RWDM verloor veel punten met tegengoals in de blessuretijd, en bracht vanaf een bepaald moment apatisch voetbal op de mat. De Molenbekenaars, die dat seizoen weliswaar stevig geteisterd werden door blessureleed, zakten na de 3-0-nederlaag tegen Westerlo op 26 december 2023 naar een virtuele Play-off 3-plaats. Na de jaarwisseling hernam RWDM met een povere 1 op 15 en werd de club in de kwartfinale van de Beker van België gewipt door KV Oostende, dat op dat moment laatste stond in Eerste klasse B. De eerste competitiewedstrijd van het kalenderjaar, tegen KAS Eupen werd bovendien vroegtijdig stilgelegd nadat ontevreden supporters rookbommen op het veld gooiden. Enkele uren na de 0-4-nederlaag tegen Antwerp FC werd de samenwerking tussen Caçapa en RWDM stopgezet.